# Idéa fille de Dardanos
Pour les articles homonymes, voir Idéa.
Dans la mythologie grecque, Idéa ou Idaia, fille de Dardanos (roi de Scythie), est l’épouse de Phinée, roi de Salmydessos, en Thrace.

## Étymologie
Le nom Idéa signifie "celle qui vient d'Ida" ou "celle qui vit sur Ida". Il est lié au mont Ida en Crète ou au Mont Ida en Troade. Dans l'Iliade (2.821 etc.), Ida signifie colline boisée et rappelle le culte de la montagne de la déesse mère dans la religion minoenne. Trois inscriptions en linéaire A, qui représente la langue minoenne, portent juste le nom i-da-ma-te (AR Zf 1 et 2 et KY Za 2). Les inscriptions peuvent faire référence à la "déesse mère d'Ida" (Ἰδαία μάτηρ),.

## Mythologie
Idée est la deuxième épouse du roi et devin Phinée après Cléopâtre. Elle dresse son mari contre cette dernière en laissant entendre que ses beaux-fils, Plexippos et Pandion, ont tenté d'abuser d'elle sur l'ordre de leur mère. Phinée fait alors emprisonner Cléopâtre et chasse ses fils après les avoir aveuglés. Mais les Argonautes les rencontrent en débarquant sur la côte Thrace et répriment l'injustice : ils tuent le roi Phinée, délivrent Cléopâtre et placent ses enfants sur le trône.

## Sources anciennes
- Pseudo-Apollodore, Bibliothèque [détail des éditions] [lire en ligne], III, 15, 3.
- Diodore de Sicile, Bibliothèque historique [détail des éditions] [lire en ligne], IV, 43-44.
- Valerius Flaccus, Argonautiques [détail des éditions] [lire en ligne] (IV, 464).